# Цілинна ділянка (ДП «Бердянське лісове господарство»)
Цілинна ділянка — ботанічна пам'ятка природи місцевого значення. Об'єкт розташований на території Бердянського району Запорізької області, ДП «Бердянське лісове господарство», квартал 14, виділи 3—9 .
Площа — 22 га, статус отриманий у 1988 році.

## Галерея

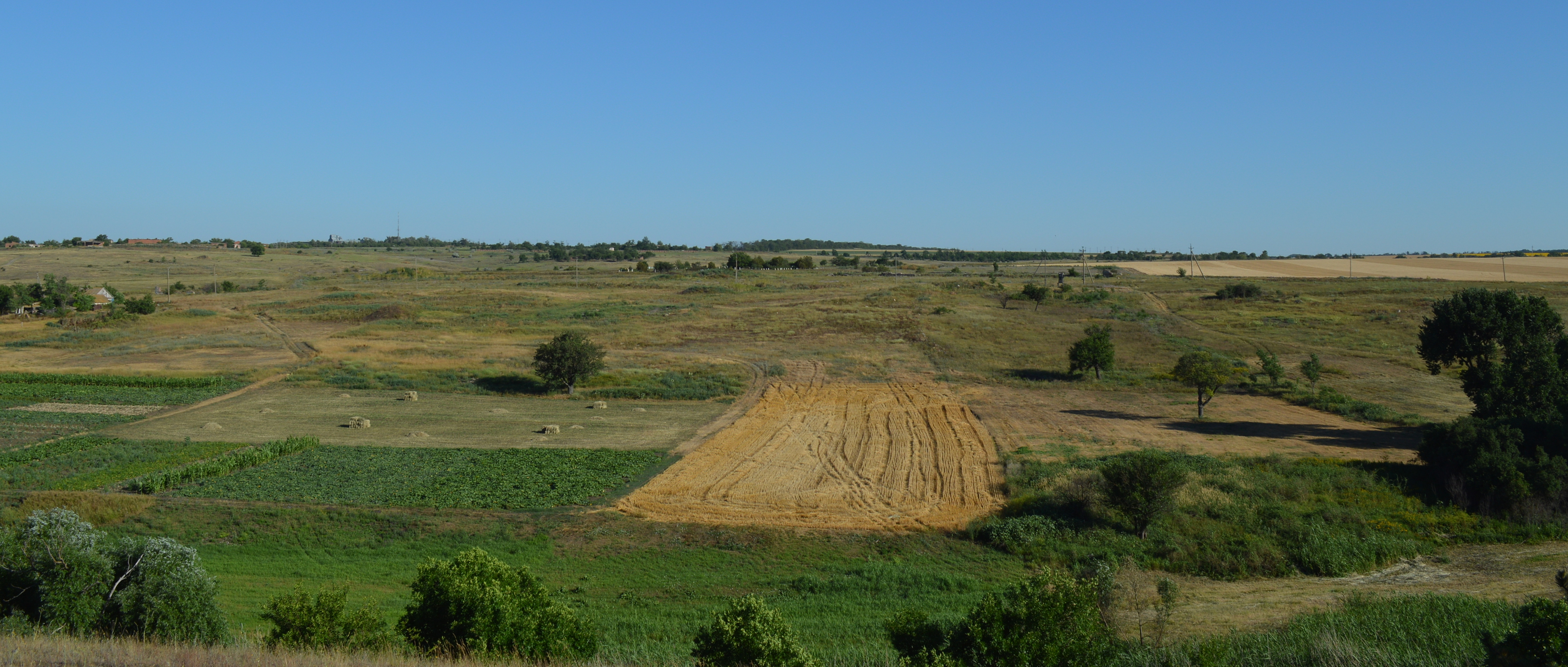
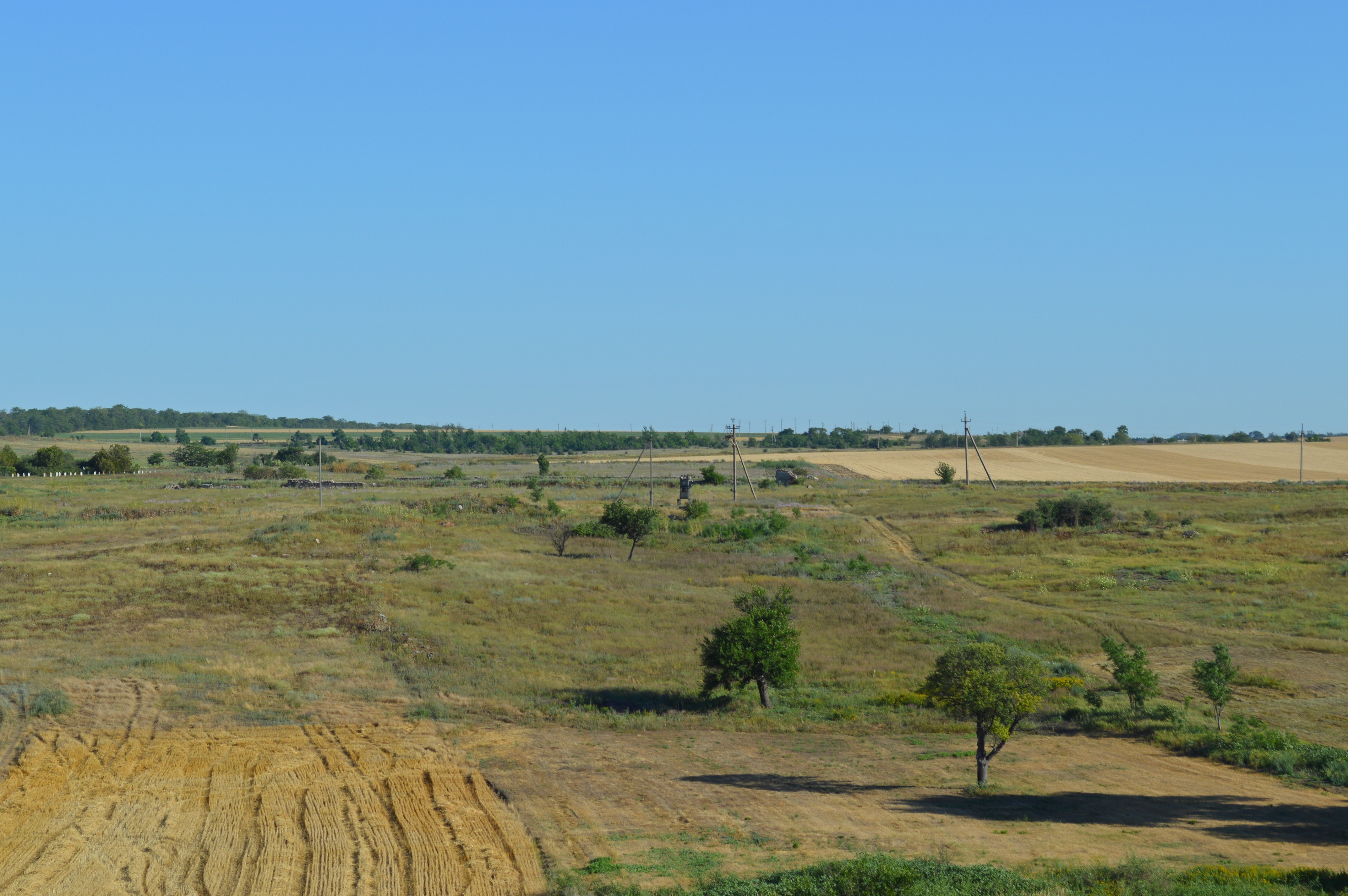
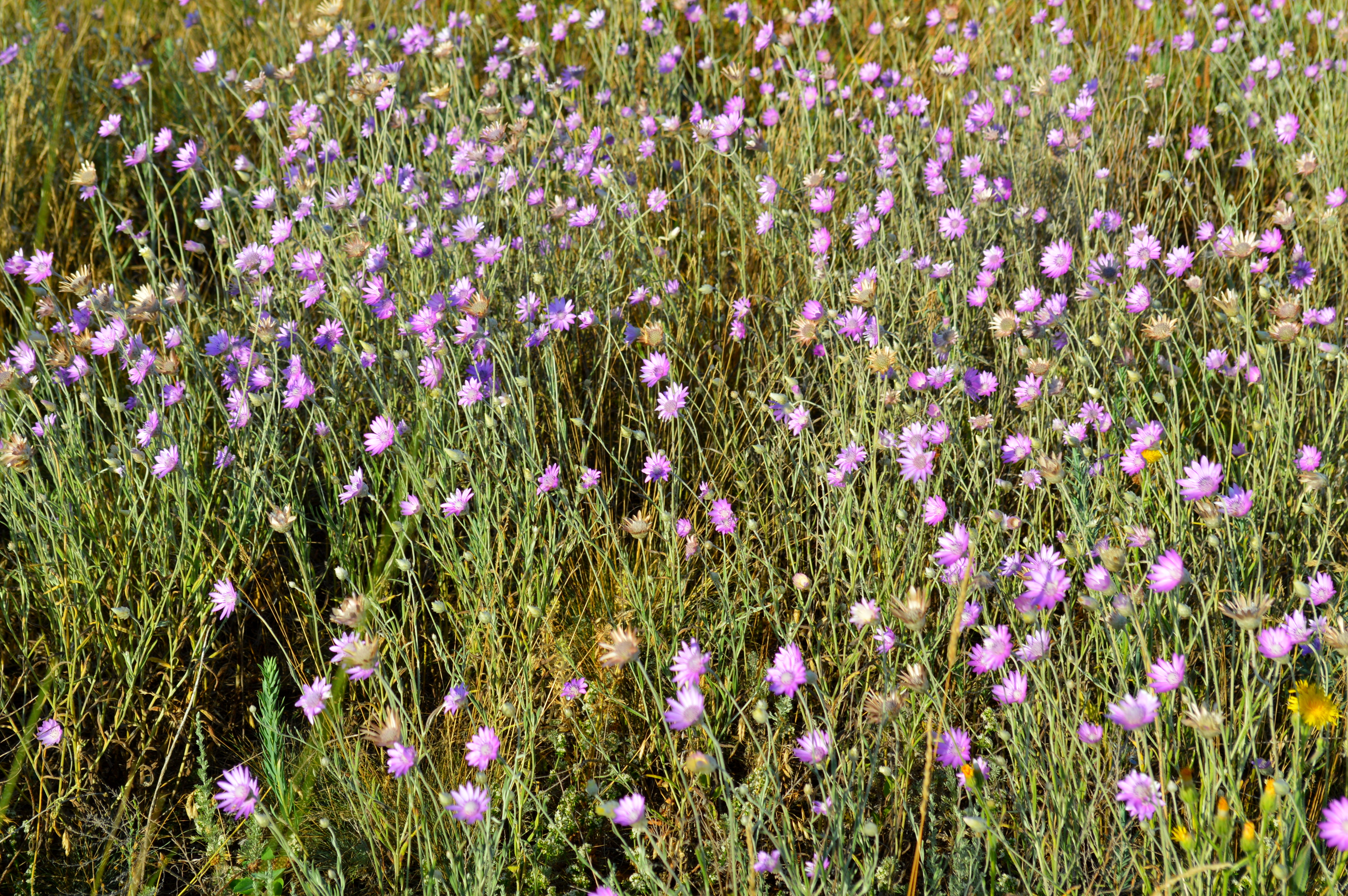